# Ительменский язык
Ительме́нский (западноительменский) язы́к (в дореволюционной и до последнего времени в зарубежной литературе — камчада́льский, англ. Kamchadal; самоназвание — Итәнмәӈин крвэԓхатас) — единственный сохранившийся язык ительменов, принадлежащий к ительменской группе чукотско-камчатской семьи (принадлежность ительменских языков к чукотско-камчатским, однако, признаётся не всеми исследователями). Записывается с помощью кириллицы (ительменская письменность).
В настоящее время ительменский язык находится на грани утраты: его передача от родителей к детям прекратилась больше 50 лет назад, а число говорящих постоянно сокращается за счёт естественной убыли народа и его повсеместного перехода на русский язык.
На этом языке на постоянной основе печатаются материалы в газете «Абориген Камчатки».
Отличительной особенностью ительменского языка является сильная насыщенность стечениями согласных, обнаруживающимися как в начале, так и в середине и в конце слова.

## Распространение и история
Ранее ительменский язык был распространён на полуострове Камчатка (северная граница распространения — 58° с. ш.) по западному (Охотскому) и восточному (Тихоокеанскому) побережьям вплоть до мыса Лопатка. По данным некоторых учёных (Г. Стеллер, Л. И. Шренк), ительмены жили и на северных островах Курильской гряды.
В XVIII—XIX веках ительменская языковая общность делилась на три территориальных группы, которые, по-видимому, представляли собой три разных языка ительменской языковой семьи: восточный язык (Тихоокеанское побережье), южный язык (южная часть полуострова по обоим берегам), западный язык (Охотское побережье). До настоящего времени сохранился лишь западный ительменский язык, распространённый в Тигильском районе Корякского округа (западное побережье Камчатки). Число говорящих, согласно переписи 2010 года, — 82 чел. В 2002 году носителей ительменского языка было около 400 чел.; все носители свободно владеют также и русским языком.
В XVIII веке — когда ещё существовало три ительменских языка, имевших довольно ярко выраженные лексические различия — возможно, у ительменов была необходимость в каком-то межплеменном языке, чтобы облегчить общение между носителями разных ительменских идиомов. Тем не менее, по данным С. П. Крашенинникова, в таком языке не было необходимости, поскольку ительмены разных областей Камчатки понимали друг друга и так. Начиная с XIX века, когда на ительменский язык начал всё более сильное влияние оказывать русский, последний в конечном итоге стал у них средством межнационального общения. В настоящее время все ительмены, ещё владеющие родным языком, двуязычны; седанкинские ительмены старшего поколения, кроме того, владеют ещё и корякским языком.
Русские заимствования в ительменском языке появились ещё в XVIII веке. Среди русских слов, заимствованных, а в ряде случаев — вытеснивших ительменские слова, преобладают адъективы (прилагательные и наречия), причём с сохранением русской морфологии: вострой, красной, сињой, свэзой и т. п. Заимствованные глаголы изменяются в соответствии с требованиями ительменской морфологии: стара'ԓкас «стараться», отказа'ԓкас «отказываться», направэс «готовить пищу». В настоящее время говорить о русских заимствованиях в ительменском языке вообще вряд ли возможно, поскольку все ительмены владеют русским языком значительно лучше, чем родным.

## Происхождение
Существуют две точки зрения относительно генетической принадлежности ительменского языка.
1. Согласно первой гипотезе, ительменский язык и другие чукотско-камчатские языки восходят к одному праязыку; резкие отличия ительменского языка, отмеченные на всех уровнях, объясняются значительным иноязычным влиянием; предполагается, что ительменский язык в прошлом «поглотил» какой-то иной, нечукотско-камчатский язык[7] (В. Г. Богораз, В. И. Иохельсон, П. Я. Скорик, Майкл Фортескью). О. А. Мудрак говорит о родстве ительменского языка с чукотско-корякскими; расхождения между ительменскими языками и чукотско-корякскими он сводит к основном к внутреннему развитию с частичным признанием айнского воздействия на ительменские[2].
2. Согласно второй гипотезе, ительменский язык генетически не связан с другими чукотско-камчатскими языками; элементы общности представляют собой результат конвергентной эволюции (Д. Уорт, А. П. Володин, А. С. Асиновский); таким образом, есть основания считать ительменский язык генетически изолированным или смешанным[7], противопоставленным в чукотско-камчатской группе безусловно родственным чукотско-корякским языкам. Генетической связи между ительменским языком и языком айнов (южные соседи ительменов, проживающие в Японии на острове Хоккайдо) также нет[2].

Первичные сопоставления лексики ительменского языка и чукотско-корякских языков внутри основного словарного состава показывают, что элементы лексической общности ительменского языка и чукотско-корякских языков составляют примерно одну треть, а на две трети их лексика резко различна. Интерпретация этих данных преждевременна в силу неразвитости сравнительной фонетики чукотско-камчатских языков.
Исследования, проведённые М. Фортескью и О. А. Мудраком, увеличивают процент общей лексики.

### Исконные черты и внешнее влияние
На вопрос о том, какие черты и лексика в ительменском языке являются исконными, а какие обусловлены влиянием других языков, могут быть даны разные ответы.
В соответствии со второй приведённой выше гипотезой, ительменский язык первоначально был языком агглютинирующим, со структурой слова (m) + R + (m) (где R — корень, (m) — одна или несколько словоизменительных морфем). Он был номинативным, сложных слов не имелось; все эти черты он сохраняет и поныне. Наличие отчётливых материальных схождений с чукотско-корякскими языками в парадигмах склонения и спряжения — следствие конвергентного развития в условиях чукотско-камчатского языкового союза. Инкорпорация противоречит структуре ительменского слова (не более одной корневой морфемы), поэтому в ительменском языке она не развилась. Редупликация корня, свойственная всем языкам чукотско-камчатской семьи, могла развиться в ительменском языке независимо от внешних влияний.
В то же время в сравнительном словаре чукотско-камчатских языков «Comparative Chukotko-Kamchatkan Dictionary» М. Фортескью и «Своде камчадальской лексики по памятникам XVIII века» 2008 года О. А. Мудраком показаны сложные слова (в том числе и, возможно, инкорпоративные) вида (m) + (r) + R + (m), согласно реконструкциям в «Своде», с числом корней, доходящим до четырёх.

## Диалекты
Западный ительменский язык представлен двумя диалектами — южным (подавляющее большинство говорящих по-ительменски; принят за инвариант) и седанкинским, или северным (носители — жители бывшего посёлка Седанка в верхнем течении реки Тигиль). Говорные различия внутри южного диалекта (отдельные учёные выделяют хайрюзовский и напанский диалекты) не носят системного характера. Северный диалект отличается от южного целым рядом особенностей.

### Фонетика
В седанкинском диалекте в начале слова стоит звонкий согласный, в южном — глухой: сед. залк — южн. салк «позади», сед. вансх — южн. фансх «ножны».

### Грамматика
Седанкинский диалект обнаруживает следы двойственного числа, обнаруживаемого также в корякском языке (лэңа-миң «одна лыжа» — лэңа-ˀн «пара лыж» — лэңа-т «много лыж»); направительно-дательный падеж в седанкинском под корякским влиянием распадается на направительный и дательный; отдельные глагольные аффиксы имеют иной фонетический облик; отмечаются прямые заимствования корякских глагольных словоформ.

### Лексика
Лексические расхождения в диалектах незначительны и выражены главным образом прямыми корякскими заимствованиями в седанкинский, причём бросается в глаза то, что адъективы, в южном диалекте заменённые русскими, в седанкинском — корякские: сед. митив, южн. захтра «завтра», сед. анок, южн. вэсной «весной».
Фольклорный текст на седанкинском диалекте опознаётся по первому слову: сед. кзуњӆӄукнин, южн. ксуњӆӄзукнэн «жил(и)-был(и)».

## Письменность
Ительменский язык не стандартизован, наддиалектных форм не имеет. Ительменская мифология записана Крашенинниковым в русском пересказе. Язык фольклора (имеются только записи XX века, западный язык) не обнаруживает отличительных особенностей сравнительно с разговорным языком.
Письменность на основе латиницы была введена в 1932 (изданы букварь и учебник арифметики). Преподавание по букварю 1932 года (автор — этнограф Елизавета Порфирьевна Орлова, под руководством которой работала группа студентов-ительменов) длилось несколько лет, но после перевода северных алфавитов на кириллическую основу, в конце 1930-х годов, ительменская письменность на латинице перестала использоваться. Ительменский язык стал бесписьменным и оставался таковым в течение почти полувека.
Современный ительменский алфавит был создан в 1984 году на кириллической основе и в 1988 году был утверждён министерством просвещения РСФСР. Вторично ительменский букварь был создан в 1988.
Изданы также школьный ительменско-русский и русско-ительменский словарь и учебник второго класса. В 1993 ительменский букварь был переиздан. Ительменский язык преподаётся как предмет в начальных классах. В 2002 г. был выполнен и издан перевод на ительменский язык Евангелия от Луки (вся эта литература была издана на южном диалекте).
Современный ительменский алфавит на основе кириллицы:
| А а | Ӑ ӑ | Б б   | В в | Г г | Д д   | Е е   | Ё ё   |
| Ж ж | З з | И и   | Й й | К к | К’ к’ | Ӄ ӄ   | Ӄ’ ӄ’ |
| Л л | Љ љ | Ԓ ԓ   | М м | Н н | Њ њ   | Ӈ ӈ   | О о   |
| О̆ о̆ | П п | П’ п’ | Р р | С с | Т т   | Т’ т’ | У у   |
| Ў ў | Ф ф | Х х   | Ӽ ӽ | Ц ц | Ч ч   | Ч’ ч’ | Ш ш   |
| Щ щ | Ъ ъ | Ы ы   | Ь ь | Ә ә | Э э   | Ю ю   | Я я   |

В учебной литературе также используются знак огубления (˚) и знак гортанной смычки (ʼ). В газете «Абориген Камчатки», регулярно выпускающей материалы на ительменском языке, не используются буквы Ӑ ӑ, Ŏ ŏ, Ў ў, но используется знак огубления (˚).
В ряде учебных изданий знаки Ӑ ӑ, Ŏ ŏ, Ў ў не считаются отдельными буквами; во многих изданиях вместо букв Ӆ ӆ и Ҳ ҳ используются Ԓ ԓ и Ӽ ӽ (например, в «Историко-этнографическом учебном пособии по ительменскому языку» (Краснодар, 2005)).

## Лингвистические черты

### Фонетика и фонология

#### Согласные
В ительменском языке имеется заметно больше согласных звуков, чем в других чукотско-камчатских языках; имеются также стечения согласных. Между гласными согласные могут удлиняться.
Набор согласных ительменского языка (в орфографии (в скобках) и транскрипции МФА):
|                           |             | Губные  | Альвеолярные | Палатальные | Заднеязычные | Увулярные |
| ------------------------- | ----------- | ------- | ------------ | ----------- | ------------ | --------- |
| Взрывные и аффрикаты      | Глухие      | p ⟨п⟩   | t ⟨т⟩        | t͡ʃ ⟨ч⟩      | k ⟨к⟩        | q ⟨ӄ⟩     |
| Взрывные и аффрикаты      | Абруптивные | pʼ ⟨п'⟩ | tʼ ⟨т'⟩      | t͡ʃʼ ⟨ч'⟩    | kʼ ⟨к'⟩      | qʼ ⟨ӄ'⟩   |
| Фрикативные/Аппроксиманты | Глухие      | ɸ ⟨ф⟩   | s ⟨с⟩, ɬ ⟨ԓ⟩ |             | x ⟨х⟩        | χ ⟨ӽ⟩     |
| Фрикативные/Аппроксиманты | Звонкие     | β ⟨в⟩   | z ⟨з⟩        | j ⟨й⟩       |              |           |
| Носовые                   | Носовые     | m ⟨м⟩   | n ⟨н⟩        | ɲ ⟨њ⟩       | ŋ ⟨ӈ⟩        |           |
| Боковые                   | Боковые     |         | l ⟨л⟩        | ʎ ⟨љ⟩       |              |           |
| Дрожащие                  | Дрожащие    |         | r ⟨р⟩        |             |              |           |

В дополнение к приведённым выше согласным, некоторые источники включают также гортанную смычку — /ʔ/ — и глоттализированные носовые и боковые фонемы: /mˀ/, /nˀ/ и /lˀ/; лабиализированные согласные фонемы.
Главной фонетической особенностью ительменского языка является сильная насыщенность стечениями согласных: так, в начале слова могут находиться стечения, включающие от двух до семи согласных, не разделённых слогообразующими составляющими: кчэч «лоб», ксхлиткас «голодать», кԓфкнан «выпало это» и т. п. В конце слова отмечаются стечения, включающие до четырёх согласных. В середине также возможны стечения, включающие до семи согласных, но они обычно разбиваются слоговой границей.
Возможна ассимиляция согласных: так, например, ԓ + с даёт с, но только в том случае, если с выступает в качестве показателя настоящего времени. Возможна также эпентеза: нас + к + с = наскас «спускаться».

#### Гласные
В ительменском языке 5 гласных фонем: /a/, /e/, /i/, /o/ и /u/; может также встречаться шва ([ə]). Дифтонгов и долгих гласных нет.
|         | Передние | Средние | Задние |
| ------- | -------- | ------- | ------ |
| Верхние | i        |         | u      |
| Средние | e        | ə       | o      |
| Нижние  |          | a       |        |

Гласные могут чередоваться при словообразовании и словоизменении: ивлаӽ «длинный» — эвлcэкас «удлиняться» — ивлсэзэн «удлиняется».

#### Лабиализация слов
В ительменском языке существуют лабиализованные словоформы: ˚сысал «трава», ˚чэԓхчэԓх «брусника», ˚кичʼэ «олень-самец». Все гласные и согласные в этих и подобных словоформах лабиализованы (ср. схожие по звучанию слова без лабиализации: сыс «игла», чэԓхчэԓх «шерсть», кич «лестница»).

#### Деление на слоги
Из-за большого количества возможных стечений согласных, в ительменском языке отмечается также большое количество возможных моделей слога — до 32. Самыми частыми являются модели CVC (C — согласный, V — гласный; 35 %), CV (25 %), CCVC (11 %), CVCC (8-9 %). Закрытые слоги преобладают над открытыми (до 65 %). Обычным распределением согласных от границ слога к его вершине является «смычные — щелевые — сонанты».

### Морфология
Преобладающим способом выражения грамматических значений в ительменском языке является аффиксация. В нём представлены аффиксы двух видов: «неразрывающие непрерывные» (приставки и суффиксы) и «неразрывающие прерывные» (циркумфиксы). Грамматические значения выражаются также аналитическим способом и редупликацией.
В языке представлен набор морфологических средств, позволяющих чётко отличить имя от глагола. По морфологическим признакам выделяются адъективы; для выделения как отдельных частей речи прилагательных и наречий нет достаточных оснований — внутри адъектива в большинстве случаев может выражаться и значение прилагательного, и наречия (в том числе и в заимствованиях из русского: первой «первый, сперва»).
Корневые морфемы ительменского языка распадаются на три семантических разряда: «N», «V» и «A». Служебные слова (союзы, частицы и междометия) не изменяются морфологически и  выделяются по этому признаку в четвёртый разряд.

#### Существительное
Артиклей в ительменском языке нет. Категория рода в ительменском языке проявляется в различении «человек — не человек». С именами, называющими людей, безусловно не используется творительный падеж, тогда как остальные имена могут быть поделены на одушевлённые и неодушевлённые. Использование творительного падежа с одушевлёнными существительными допустимо только в его вторичном значении, в качестве дополнения в конструкции с антипассивом: Т’салай мињԓэ-ԓ инәнкӄзузэн «Лисица зайцами обычно промышляет». Использование творительного падежа в его первичном значении — выражение орудия действия — возможно лишь с неодушевлёнными существительными.
Первоначально одушевлённость существительных обозначалась окончанием -ԓӽ (причём к одушевлённым существительным относился также, например, огонь — химԓӽ), но в настоящее время лишь несколько существительных сохраняют это окончание в чистом виде: например, ч'амзањ-ԓӽ «человек»; остальные же либо сохраняют его в усечённом виде — клам-ԓ «муха» — либо утратили полностью.

##### Число
В ительменском языке у существительного противопоставляются единственное, множественное и общее числа, а также выделяется сингулятив (у предметов, существующих в двойке). Единственное число может иметь как нулевой показатель, так и показатели -н, -м, -ӈ и -ч.
1. Множественное число существительного образуется путём добавления к корню окончания -н: кист «дом» — кист-эн «дома́», слэ-ч «орёл» — слэ-н «орлы», агроном — агрономан[15].
2. Общее число имеет показатель -ал. Хотя его употребление по сути ничем не ограничено, на деле существительные в общем числе образуются скорее от наименований растительного мира и мира неживой природы, чем от наименований животных и людей: ливумч «тополь» — ливумчэ-н «тополя» — ливумч-ал «тополиный лес», ва-ч «камень» — вав-ал «каменистое место» и т. п.[15]
3. Показатели -лниӈ и -миӈ указывают на сингулятивность (на то, что предмет является частью пары таких предметов): лэӈа-н «лыжи» — лэӈа-миӈ «одна лыжа»[15].

##### Падеж
Всего в ительменском языке выделяется 12 падежей. Абсолютивный падеж выражает и подлежащее (действующее лицо), и дополнение (то, над чем совершается действие) в предложении.
Падежей местонахождения три: местный (кист-энк «в доме»), направительно-дательный (кэст-анкэ «в дом, к дому») и исходно-продольный (кэста-хал «из, от дома»). Для более точного обозначения местонахождения с ними сочетаются предлоги и послелоги: чс-кэ кэст-анкэ «внутрь дома».
Выделяются также звательный падеж, творительный падеж, дательный падеж, комитатив, партитив, абессив, предназначительный падеж (выражающий такие значения, как например «убить на мясо»), превратительный падеж и повествовательно-каузальный падеж, обозначающий причину действия.

##### Принадлежность
На принадлежность в ительменском языке указывают показатели -н, -ин, -ан. Они могут выражать как непосредственную принадлежность (исх-ин °касф «отцовский топор», кэлила-ин куԓх «нерпичья шкура»), так и указывать то, из чего сделан предмет (тӽалтӽал-ан'' эмкʼ «мясной бульон»). Притяжательные формы не изменяются по падежам, за исключением творительного.

#### Прилагательное
Превосходная степень образуется за счёт приставки хэ-. Ср. атлах («белый») — хэ-атлах («очень белый»).
В седанкинском диалекте прилагательные и иные определения согласуются с существительным во всех падежах, а в южном — лишь в именительном и факультативно в творительном.

#### Местоимение
Ни одно местоимение в ительменском языке не имеет полного падежного склонения: так, например, личные местоимения могут изменяться только по пяти падежам (именительный, местный, направительно-дательный, исходно-продольный и повествовательно-каузальный).

#### Глагол
Внутри ительменского глагола выражаются лицо и число подлежащего и дополнения, время, вид и наклонение. Косвенное дополнение внутри глагола может выражать местное (т-сунс-кисхэн «я живу у вас»), направительное (т'-кос-кипнэн «я иду к нему») или бенефактивное (т-вэтатэс-кинэн «я работаю у / на него») значение. По способу спряжения все глаголы делятся на моноперсональные (шесть личных форм) и полиперсональные (28 личных форм). Показатели времени и вида могут сочетаться, что даёт в итоге шесть видо-временных форм глагола в изъявительном наклонении. 
Показатели времени:
- с / з — настоящее;
- нулевой показатель (ø) — прошедшее;
- аԓ / а — будущее.

Показатели вида:
- нулевой показатель — завершённый вид;
- ӄзу / ӄзо / ӄз — незавершённый.

Основных наклонений два — изъявительное и повелительное. Для их выражения используются различные наборы аффиксов, присоединяемых к основе. Дополнительно выделяются ещё сослагательное и дезидератив (наклонение, выражающее желание).
Пример спряжения глагола в изъявительном наклонении:
1. т'-ну-кичэн «я поел»
2. ø-ну-ч «ты поел»
3. ø-ну-вэн «он поел»
4. эн-ну-кичэн «мы поели»
5. ø-ну-сх «вы поели»
6. ø-ну-вэн «они поели»

В повелительном:
1. м-ну-кичэн «поем-ка я»
2. ӄ'-ну-хч «поешь ты»
3. хан-ну-вэн «пусть он/она/оно поест»
4. мэн-ну-кичэн «давайте поедим»
5. ӄ'-ну-сх «поешьте вы»
6. хан-ну-вэн «пусть они поедят»

С помощью повелительного наклонения, используя аффиксы, возможно выразить четыре значения: завершённое действие («поешь досыта»), незавершённое действие («поешь немного»), действие, которое нужно выполнить сейчас («поешь сейчас же»), и действие, которое должно выполняться всегда («ешь всегда»). 
Каузативы образуются с помощью приставок от моноперсональных глаголов: кома-ка-с «одеваться» — ән-кома-ø-ос «одевать». Отрицание выражается с помощью частиц перед глаголом.  

#### Числительное
В настоящее время сохранилось только четыре исконных числительных:
1. °ӄниӈ «один»
2. касӽ «два»
3. ч'оӄ «три»
4. ч'аӄ «четыре»

В записях Крашенникова счёт на трёх ительменских языках записан до сотни. Судя по всему, счёт в них был десятеричным.

### Синтаксис
Основным порядком слов ительменского языка является «подлежащее — дополнение — сказуемое». Если подлежащее опущено, дополнение стоит в начале — например, «Я прицелился в медведя» по-ительменски будет мэтскай тнэзвачэн, где мэтскай — «медведь», а т-нэзва-чэн — «Я прицелился».

### Лексика
Примеры лексики:
- °кзумх («шмель»),
- кламԓ («муха»),
- кмак («жук»),
- мињԓ («заяц»),
- ӽывнэ («волк»),
- әњч («рыба»),
- ичʼ («берёза»),
- лач («солнце»).

### Словообразование
При словообразовании может использоваться редупликация корня: чф-кас «дождить» — чуфчуф «дождь», ом-лаӽ «тёплый» — омом «теплота, тёплое место».
Прилагательное от существительного может образовываться путём добавления суффикса -ан, обозначая, из чего сделан предмет: кэтвол «лёд» — кэтволан «ледяной».